# Golac
Golac este o localitate din comuna Hrpelje - Kozina, Slovenia, cu o populație de 75 de locuitori.